# Michael Cocks, Baron Cocks of Hartcliffe
Michael Francis Lovell Cocks, Baron Cocks of Hartcliffe, PC (* 19. August 1929 in Leeds; † 26. März 2001 in Bristol) war ein britischer Politiker und Life Peer.

## Leben und Karriere

### Erste Schritte
Cocks war das jüngste von drei Kindern des kongregationalistischen Pastors Harry F. Lovell Cocks und dessen Frau, die als Buchhalterin tätig war. Er besuchte George Watson’s College in Edinburgh und anschließend die Silcoates School in Wakefield. An letzterer Schule gehörte er dem Corps der Schulkadetten an und war Mitglied der Schachmannschaft. Im Anschluss leistete er seinen Militärdienst bei der Royal Navy, ehe er ein Lehramtsstudium in Geografie und Mathematik an der University of Bristol absolvierte.
Nachdem er sein Studium mit einem Bachelorabschluss beendet hatte, unterrichtete er von 1954 bis 1968 als Lehrer an der Highschool in Filton, ehe er wieder an die Universität in Bristol ging und Vorlesungen hielt. 1955 trat er der Labour Party bei und schloss sich bald darauf der Campaign for Nuclear Disarmament an. Er wurde Vorsitzender des Bristoler Kommunalverbandes seiner Partei und kandidierte bei den Unterhauswahlen 1959 im Wahlbezirk Bristol West, wo er gegen Robert Cooke jedoch chancenlos war. Bei den Wahlen 1964 und 1966 ging er in South Gloucestershire an den Start und war beide Male gegen Frederick Corfield unterlegen, wenngleich nicht so deutlich wie noch 1959.

### Anfangszeit im Parlament und Regierungswhip
Den Sprung ins House of Commons schaffte Cocks schließlich bei den Wahlen 1970, als er sich im Wahlbezirk Bristol South gegen den späteren Kabinettsminister der Conservative Party, David Hunt, durchsetzen konnte. Im Parlament setzte er sich stark für die Belange Bristols ein und drängte dazu, Bristol zu einem Metropolitan County zu machen, eine Kampagne, die jedoch um fünf Gegenstimmen scheiterte. Bald schon wurde Cocks Anwesenheitsdisziplin bei Wahlvorgängen und seine Bereitschaft, auch während langer Parlamentssitzungen durchgängig anwesend zu sein, allgemein bemerkt, und so ernannte ihn der spätere Premierminister Harold Wilson 1973 zum Assistant Whip; er war also nun dafür zuständig, die anderen Parlamentsmitglieder der Labour Party bei Abstimmungen auf Parteilinie zu bringen und zur Anwesenheit zu ermahnen.
Cocks blieb seiner Partei auch nach der Regierungsübernahme durch Wilson 1974 als Whip erhalten und wurde unter Wilsons Nachfolger James Callaghan sogar zum Chief Whip ernannt. Er arbeitete in dieser Zeit eng mit Walter Harrison zusammen, die beiden erhielten in Parlamentskreisen den Spitznamen das tödliche Duo, wohl aufgrund ihrer bisweilen rabiaten Methoden um Abgeordnete zu Abstimmungen zu bringen. So schreckten sie beispielsweise nicht davor zurück, die Privatwohnungen von abwesenden Parlamentariern aufzusuchen und Drohungen durch den Briefkastenschlitz zu rufen.
So ist es wohl auch Cocks Verdienst, dass sich Callaghans Regierung trotz einer Minderheit im Parlament bis 1979 halten konnte. Im Vorfeld des Misstrauensvotums gegen Callaghan im Jahr 1979 erfuhr er, dass der Labour-Abgeordnete Alfred Broughton, obgleich sterbenskrank, Willens war, an der Abstimmung teilzunehmen, seine Ärzte jedoch starke Bedenken hatten, ob dieser den Transport zum Parlament überleben würde. In Übereinstimmung mit Callaghan wies Cocks den pflichtbewussten Broughton an, der Abstimmung fernzubleiben. Das Misstrauensvotum ging letztendlich mit einer Stimme Unterschied für Callaghan verloren, Broughton verstarb fünf Tage darauf.

### Rivalität mit dem Linken Flügel
Während der folgenden Zeit in der Opposition sah sich Cocks vermehrt Angriffen aus dem linken Lager seiner Partei ausgesetzt. 1979 versuchte der linksgerichtete Martin Flannery, ihn als Whip abzulösen, scheiterte jedoch bei den Wahlen klar. Vier Jahre später benötigte Cocks bereits drei Wahlgänge um im Amt bestätigt zu werden.
Eine besondere Abneigung zeigte Cocks gegenüber dem Parteilinken Tony Benn. Dieser hatte im Vorfeld der Wahlen 1983 versucht, ihm die Kandidatur in Bristol South streitig zu machen, war daran jedoch gescheitert und verpasste daraufhin zur Genugtuung Cocks den Einzug ins Unterhaus. In dem 1989 veröffentlichten Buch Labour and the Benn factor erhob Cocks weitere schwere Vorwürfe gegen Benn, den er als naiv und nicht vertrauenswürdig ansah.
1985 schließlich entschied die Labour Party mit 71 zu 56 Stimmen, bei den Unterhauswahlen 1987 anstelle von Cocks die politisch weiter links angesiedelte Dawn Primarolo in Bristol South antreten zu lassen. Daraufhin legte dieser sein Amt als Whip nieder um die Entscheidung seiner Partei anzufechten. Dies blieb jedoch erfolglos und Cocks schied 1987 aus dem House of Commons aus.

### Späte Jahre
Noch 1987 wurde Cocks in den Stand eines Life Peer erhoben. Er trug seitdem offiziell den Titel Baron Cocks of Hartcliffe, of Chinnor in the County of Oxfordshire und nahm einen Platz im House of Lords ein. Auch dort nahm er sehr rege an den Sitzungen teil und beschäftigte sich vor allem mit der Nahostpolitik.
1988 ernannte ihn Margaret Thatcher zum Vorsitzenden der London Docklands Development Corporation, von 1993 bis 1998 war er stellvertretender Vorsitzender des Board of Governors der BBC.
Cocks war zweimal verheiratet und hatte vier Kinder aus erster Ehe. Er starb im Southmead Hospital in Bristol an den Folgen einem Herzinfarkt.

## Schriften
- Labour and the Benn factor. Macdonald, London 1989, ISBN 0-356-18654-7.